# Barranco de la Valltorta
El Barranco de la Valltorta es un paraje del Maestrazgo, Tírig, Albocácer, Cuevas de Vinromá, en la provincia de Castellón de la Comunidad Valenciana (España), en el que se concentran importantes valores culturales y ecológicos. 
Hace miles de años sus habitantes, los creadores del Arte Rupestre Levantino, pintaron en sus cuevas y abrigos escenas de la vida cotidiana y de sus mitologías. Contemplándolas no podemos componer aspectos de la vida de unas sociedades que vivieron en un paisaje apenas degradado. Pero su transformación se aceleró en época histórica. La sobrexplotación de la madera de los bosques, la apertura de claros para favorecer el nacimiento de pastos y la roturación de tierras para la agricultura, formaron un paisaje humanizado. Hoy los elementos distintivos de la Valltorta son sus pinturas rupestres levantinas, la arquitectura rural en piedra seca, un variado entorno biológico y su Museo. Un museo que actúa como centro de acogida del visitante, proporcionándole información sobre los aspectos más interesantes de la Valltorta.
La visita al Barranco de la Valltorta posee un doble interés. En primer lugar la contemplación de las pinturas es un reflejo de las preocupaciones "religiosas" y de los modos de vida de unos hombres que empezaron a pintar en las paredes de sus abrigos hace unos siete mil años. Por otra parte al acercarnos a un paisaje humanizado, modelado por los sistemas tradicionales de explotación agrícola y ganadera de los que se conservan interesantes vestigios arquitectónicos, como barracas, cenias y azagadores. A pesar de la influencia del hombre sobre este paisaje, la Valltorta es un ecosistema con una variada vegetación y con especies como el águila perdicera (Aquila fasciata) o la cabra montés (Capra pyrenaica).

## Abrigos con Arte Levantino

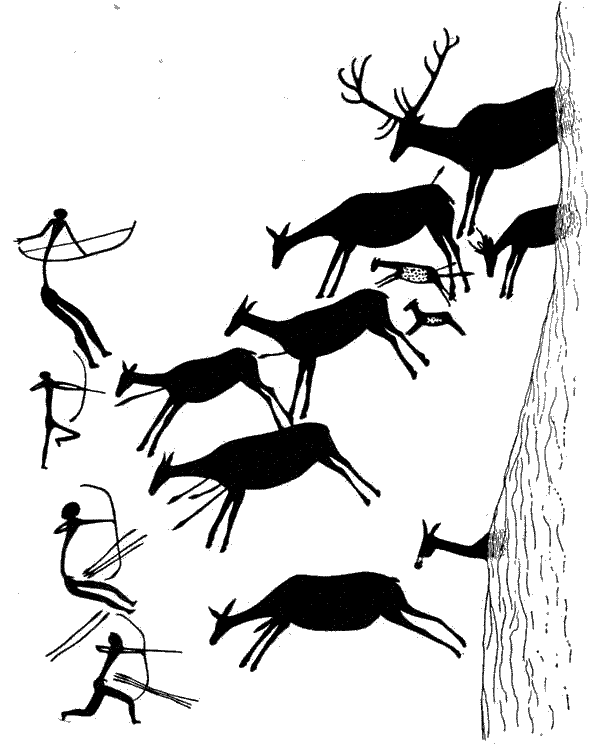
Dibujo esquemático de la Cacería de ciervos de la cueva de los Caballos (Tírig, Castellón), delineado por Hugo Obermaier.

En la Valltorta se conocen 21 abrigos con Arte Levantino, una manifestación prehistórica que se extiende por la zona oriental de la península ibérica, desde Huesca y Lérida por el norte, hasta Murcia y Albacete por el sur, con una excepcional concentración de arte rupestre en la Comunidad Valenciana. En los abrigos de la Valltorta se pintan figuras humanas y animales con gran naturalismo, más acusados en los últimos, siempre en color rojo con diversas tonalidades.

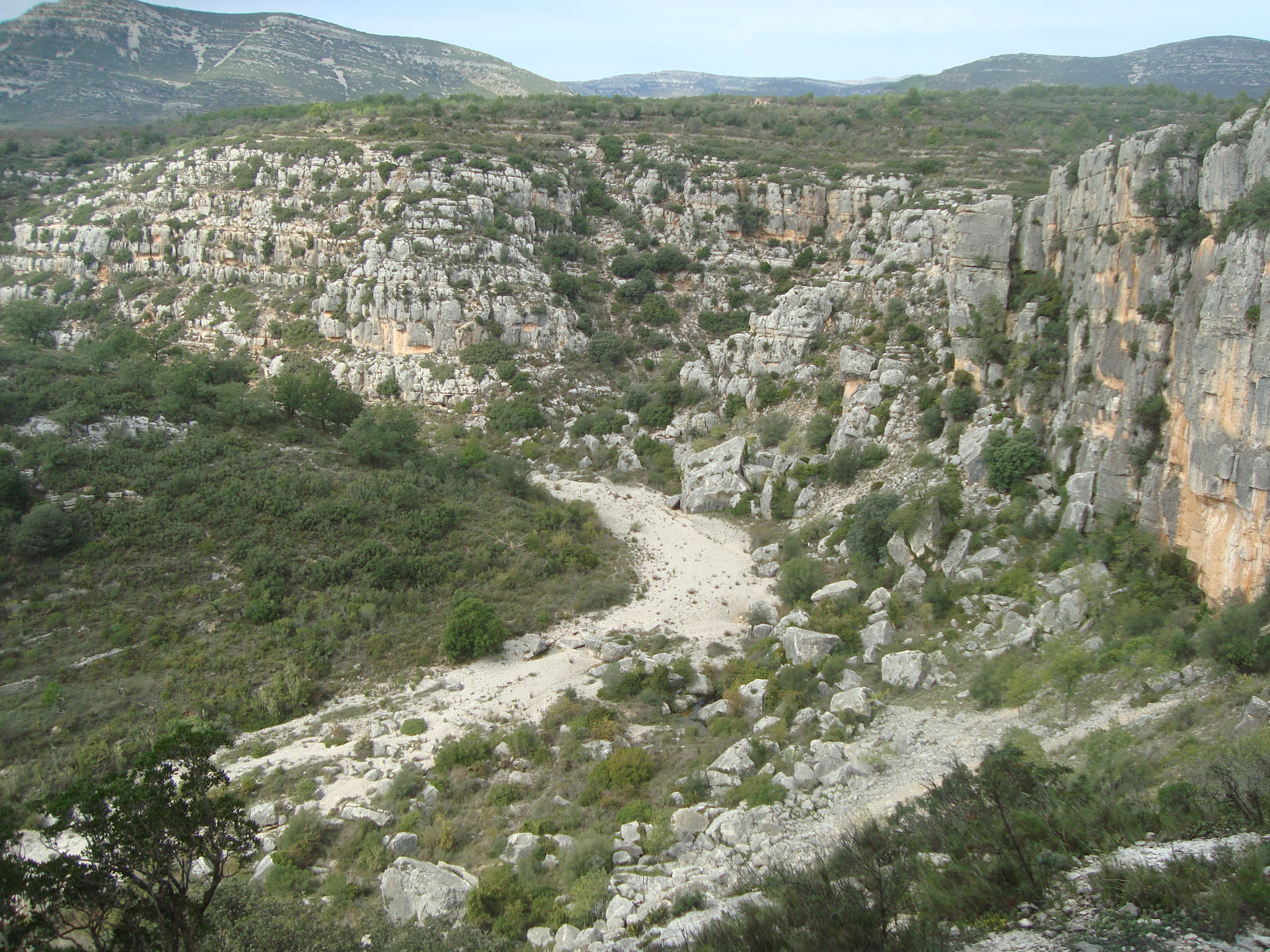
Tramo del Barranco de la Valltorta

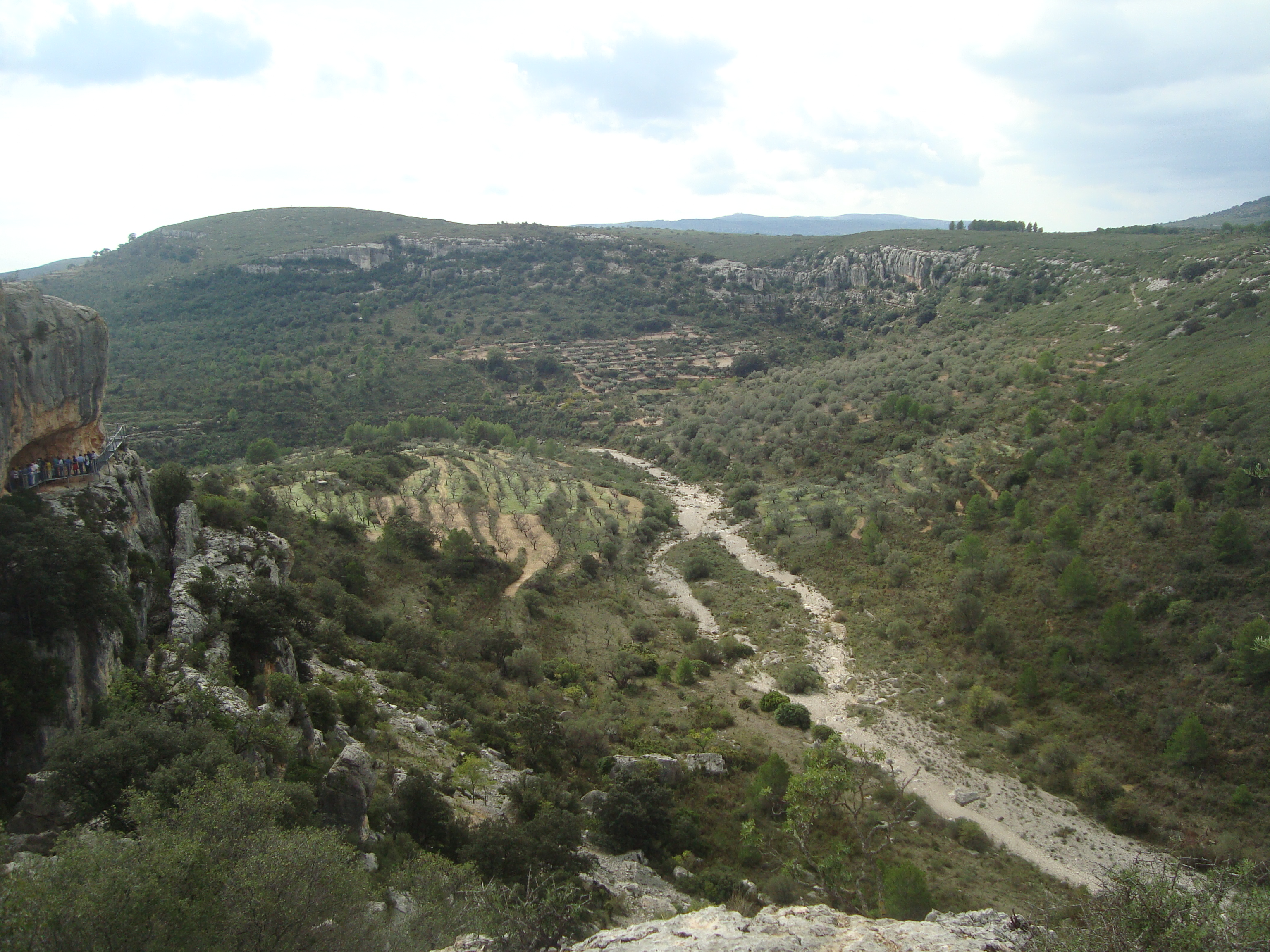
Barranco de la Valltorta

Los animales más representados son ciervos, tanto ejemplares machos como hembras e incluso cervatos, cabras montesas y jabalíes, que en ocasiones aparecen heridas por flechas clavadas en el vientre, el cuello o la espalda. Se pueden identificar además, algunos ejemplares de toros, caballos, perros o lobos e insectos. Entre las figuras humanas destacan por su número las masculinas, armadas con arcos y flechas, tensando los arcos o disparando. Las figuras femeninas, más escasas, aparecen ataviadas con faldas largas ajustadas a las caderas y con el torso descubierto. Hombres y mujeres en especial los primeros, se adornan con diversos tipos de peinados, plumas y cintas en la cabeza, tronco y extremidades. Los animales y las figuras humanas se representan aislados o formando escenas, por lo general de caza. 
La más conocida se encuentra en la Cueva de los caballos (Cova dels Cavalls), donde un grupo de arqueros acechan y disparan sus flechas contra una manada de ciervos compuesta por un ciervo adulto, otro joven, cinco ciervas y dos cervatos.
De extraordinario interés es el conjunto de figuras humanas con arcos de «les Coves del Civil» que representa una posible danza guerrera, también interpretada como escena de batalla. En ella aparecen dos grupos de arqueros enfrentados. Algunos tensan sus arcos y otros preparan las armas para iniciar la acción de disparar. Por su carácter poco habitual en el repertorio temático levantino debemos referirnos a las representaciones de enterramientos, de las que en la Valltorta contamos con dos ejemplos: el de un hombre asociado a una figura femenina, en el «Abric Centelles», o el de un hombre aislado, en «Covetes del Puntal».

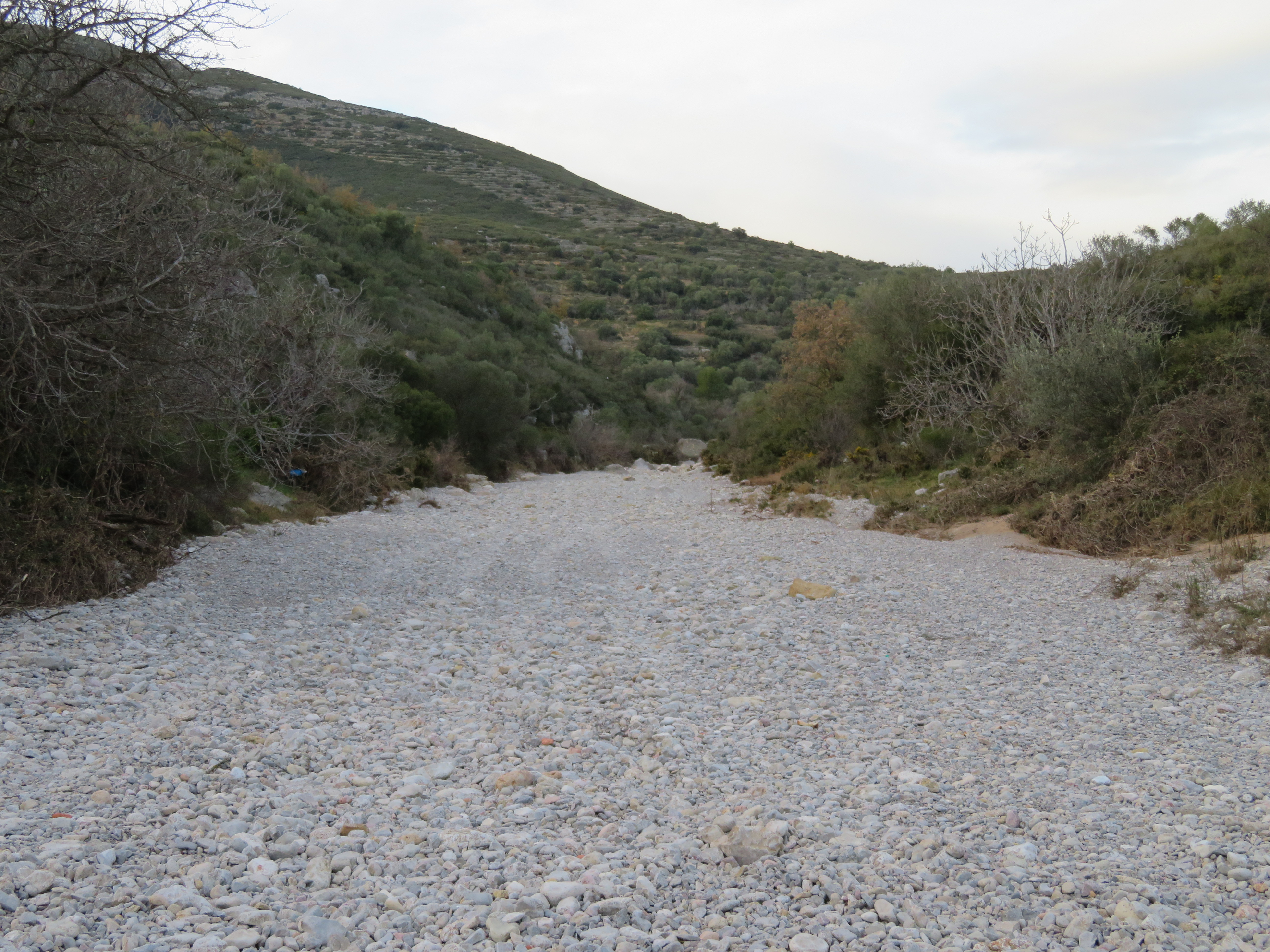
Rambla de La Morellana-La Valltorta

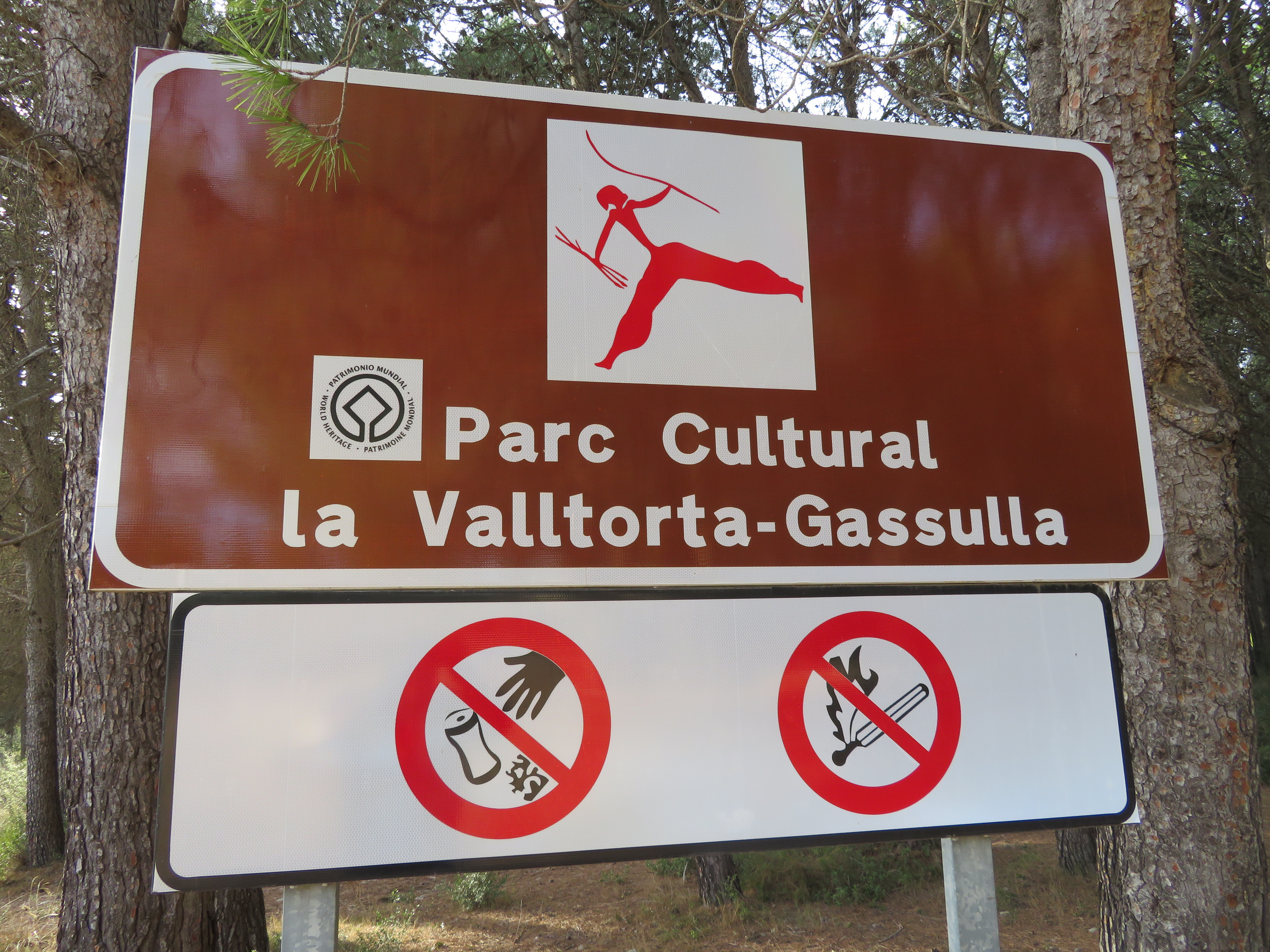
Parque cultural de la Valltorta-Gasulla.